# Буття
Буття, іноді Суще — одне з найважливіших, найабстрактніших світоглядних понять, до яких дійшло людство в процесі свого розвитку. Поняття буття охоплює поняття існування та реальності й суміжних із ними тем. Протилежністю буття є небуття або ніщо. Буття вивчає розділ філософії, який називають онтологією. 
Питання буття є центральними  у світогляді кожної людини. Не дивно, що ці питання цікавили людей з найдавніших часів і відповіді на ці питання займали важливе місце у віровченнях і філософських теоріях різних епох. Таким чином проблема буття — це одночасно є проблемою роздумів і пошуку істини (філософії) і проблемою віри і віровчення (релігії).
Буття можна визначити як усе, що реально існує, як те, що існує як істинне, а не як видиме, як реальність, визначена незалежно від свідомості людини, як загальний спосіб існування людини.

## Походження
Слово «буття», яке позначає це поняття в українській мові утворене від слова «бути», синонімами якого є слова «існувати», «жити» тощо. Мовознавчі дослідження показують[джерело?], що слово «бути» має дуже давнє походження з тих доісторичних часів, коли існувала єдина індоєвропейська (а можливо навіть загальнолюдська — ностратична) прамова. Це підтверджується зокрема тим, що в багатьох сучасних мовах індоєвропейської сім'ї існують слова, близькі за значенням і за звучанням до слова «бути».
Серед синонімів поняття «буття» — поняття «сутність» (від «суть» — 3-ї особи множини дієслова «бути» в староруській мові), єство, «життя» (процес буття для живих створінь), реальність, дійсність тощо.

## Релігійний аспект
Буття (суще) та Бог (Сущий)
Поняття «буття» (сущого) у більшості віровчень тісно пов'язане з поняттям Бога (Сущого). Бог може розглядатися і як володар буття, і як причина буття, і ототожнюватися з Буттям. Одне з імен Бога у Святому Письмі — Ягве або Єгова (тобто «той, що є») і визначення поняття Бог у Кирила Транквіліона-Ставровецького, дане близько 1619 року у Києві:
Бог есть существо пресущественное, албо бытность над все бытности, сама истотная бытность през ся стоящая, простая, несложная, без начала, без конца, без ограничения, величеством своим обьемлет вся видимая и невидимая….
Відмінність  матеріалістичного (наукового, філософського) сприйняття буття від релігійного в тому, що матеріалісти бачать буття у вигляді певної першооснови світу і відповідно вживають для його позначення слово «суще», а віруючі люди часто розглядають буття як неповторну, єдину, унікальну Особу, яку називають Бог (Сущий).
Що стосується Бога, то вже в середньовіччі було доведено неправомірність застосування до Нього визначення «сущого», адже в такому разі Бог набував рис речей. Отже, бог має «буття», але не є «сущим» (оформленим, визначеним на зразок речей).

## Філософський аспект

### Онтологія
Розділ філософії, який вивчає буття називається онтологією. Поняття «буття» дає змогу позначити і описати все, що є, все що існує — все.
Буття як реальність багатогранна, надзвичайно складна за структурою. Залежно від контексту виділяють різні сфери, рівні і градації буття. Наприклад, можна розглядати буття як єдність таких сфер[джерело?]:
1. Матеріально-предметне буття — світ об'єктів, що сприймаються органами чуття і через них впливають на свідомість, мислення. Тут буття представлене як світ чуттєвих образів у конкретно-предметному вираженні. Це світ речей, конкретних ситуацій, світ діяльності зі створення предметів, перш за все, у трудовій, економічній, побутовій сферах. У матеріалістичної філософії — це світ матерії, "об'єктивної" реальності.
2. Об'єктивно-духовне буття — духовне життя людини в її соціальності: світ думок, наукових теорій, пізнання, світ духовних цінностей, світ філософії, світ емоцій, переживань, світ відносин, таких що існують реально як загальнолюдська культура, як "суспільна свідомість", як менталітет тієї чи іншої нації, суспільства.
3. Громадсько-історичне буття містить у собі як матеріальні, так і духовні елементи буття. Це реальні відносини в історичному часі: реформи, революції, війни, «переселення» народів, зміна влади і форм держави, поява і зникнення на карті нових країн, міст, цивілізацій і так далі.
4. Суб'єктивно-особистісне буття містить також матеріальний і духовний елементи, але це життєдіяльність вже конкретного індивіда з його неповторним індивідуальним досвідом, конкретними особистісними проявами буття, що відбуваються тільки із даною людиною, і тим вже відрізняються від загальної течії життя.

Буття можна структурувати[джерело?]
- за способами функціонування і формами відображення: нежива, жива природа і соціум (літосфера, біосфера і ноосфера);
- за формами руху: механічною, хімічною, фізичною,  біологічною, соціальною (класифікація Фрідріха Енгельса);
- за системністю  взаємодій: мегасвіт, макросвіт, мікросвіт (всесвіт, галактики, зоряні системи, планети, предмети, речовина, молекули, атоми, ядра, елементарні частинки, поля тощо).

### Буття в історії філософії
Найбільше розвинені концепції буття розробили Платон та Арістотель; ці концепції можна вважати провідними парадигмами (взірцями) розуміння буття і донині. У Середні віки буття постає в окресленні абсолюту. Абсолютним буттям є Бог, за своїми якостями він вічний, незмінний, всеохопний; є запорукою того, що буття невмируще.
Найпершою умовою розуміння буття є вироблення категорії «все». Якщо дійсність постає перед нами через серію локальних фрагментів, які невідомо де та як починаються та невідомо куди зникають, невідомо, як між собою поєднуються, то схопити реальність у статусі буття неможливо. З іншого боку, як уже зазначено, будь-яка визначеність потребує позначення меж. «Усе» межує з «нічим», тому перші визначення буття йдуть через зіставлення та використання саме цих категорій. Ще в гімнах індійських «Вед» та у гномах (загальнозначимих висловах) давньогрецьких мудреців («софістів»), поетів, політичних діячів загальнозначущі сентенції формулювались так: «Усе моє — зі мною», «Нічого понад міру», «Все обдумуй заздалегідь». Але в усіх цих випадках можна вести розмову лише про початкові, зародкові форми названих термінів як категорій.
Виразнішу форму категоріальних визначень ці терміни набули у давньогрецькій натурфілософії. Зокрема, Фалес Мілетський стверджував, що «все утворюється із води» (або «все народжується із води»). Але натурфілософія пішла далі у розробленні зазначених термінів, висунувши поняття «першого початку всього» («архе»). Цим самим засвідчувалось, що у самому бутті вже вирізняли щось стійке, стале, незмінне, на відміну від нестійкого, мінливого, такого, що зникає. Стале відтоді ототожнювали із буттям як таким, а мінливе поставало як образи його з'явлень. Саме таке тлумачення буття знаходимо у судженнях Парменіда, якому належить заслуга введення у філософський та науковий обіг поняття «буття»: «Те, що висловлюється та мислиться, повинно бути сущим, бо ж є буття, а ніщо не є…»[джерело?]
Грецькі філософи міркували саме так тому, що, на їхню думку, внутрішня нестійкість буття спричинила б можливість зникнення світу або виникнення чогось із нічого. В обох випадках, на думку греків, із такого розуміння буття (як такого, що зникає та є нестійким) випливали б негативні моральні наслідки, оскільки тоді добро і зло постали би відносними.

#### Концепція буття у Арістотеля
За Арістотелем, річ та Єдине тотожні. Тому розуміння ідей, за Арістотелем, вимагає дослідження будови речей, з'ясування їхніх причин та функцій. Зазначений підхід, як це неважко зрозуміти, більш прийнятний для науки, ніж платонівська концепція.
У Арістотеля закони мислення є одночасно і законами буття. У «Метафізиці» Арістотель дає визначення основного закону буття, подаючи його у двох формах: короткій і повній. Коротке формулювання говорить, що одночасно існувати і не існувати не можна, а повне стверджує, що неможливо, щоб одне і те ж одночасно було і не було притаманне одному і тому ж в однаковому розумінні.
Арістотель вважає, що сутність буття речі — її форма. Форма — не якість, не кількість, не відношення, а те, що становить сутність речі, без чого її немає. Форму ніхто не творить і не виробляє. Форми існують самі по собі і, будучи внесеними в матерію, начебто творять речі. До того ж у матерію їх, зрештою, вносить Бог.
Уява сприяє тому, щоб закладені у душі форми буття перейшли зі стану потенції у стан акту. Щоб перевести знання загального із стану потенції в стан акту, потрібен мозок.

#### Концепція буття у Платона
За Платоном, справжнім джерелом буття може бути лише ідея, котра у вищому способі буття постає, як Єдине. Воно є тотальне, вічне та незмінне. Всі ж речі та явища чуттєвого світу існують лише в міру їхньої причетності до Єдиного. Отже, речі самі по собі не мають у собі буттєвого кореня. Щоб зрозуміти їх, як і Космос узагалі, треба не стільки досліджувати речі, скільки, відштовхуючись від них, сходити до споглядання вічних ідей.

#### Інші давньогрецькі концепції буття
Геракліт стверджував, що стабільного, стійкого буття зовсім нема, сутність буття у вічному становленні, в єдності буття і небуття. За глибину і загадковість думок, які дуже часто висловлював в складних поняттях і образах, Геракліт одержав прізвище Темний. Першооснову світу він бачив у постійному русі, течії речей, змінах, які втілилися у його формулі «panta rhei» «все тече». На відміну від перших натурфілософів, які відшукували сталу першоречовину, Геракліт визнавав лише змінність. Вогонь для нього був втіленням самих перетворень. Постійна рухливість вогню трактувалась Гераклітом як вираз зміни світу взагалі.
Парменід оголошував справжнє буття є незмінним і сталим, а зміни, що спостерігаються у світі, —  оманою.
Важливим моментом у судженнях Парменіда є те, що він розглядає буття у єдності з мисленням та розумінням. Але пліднішою виявилась думка Парменіда про самототожність і незмінність істинного буття. Цю думку підхопили Демокрит, Платон, Анаксагор, Арістотель а далі вона стала загальновизнаною у добу Середньовіччя.
За Парменідом, ніщо неможливо помислити, бо самим актом мислення ми переводимо все, що мислимо, у ранг буття (принаймні — буття у думці). Звідси випливають тези філософа про те, що саме буття є абсолютно самодостатнє для себе і незмінне. Те, що ми сприймаємо як змінне та нестале, є результатом не істинного бачення та розуміння, а лише людської гадки, людського вважання.

#### Концепції буття у Середні віки
У Середні віки буття постає в окресленні абсолюту. Бог як абсолютне буття протистоїть світові, природі; за своїми якостями він вічний, незмінний, всеохопний; він до того ж є запорукою того, що буття невмируще. Але парадоксальність середньовічного способу мислення полягає у тому, що самодостатній та абсолютний корінь буття може виявити себе лише на тлі та через відносне, змінне, плинне. А тому буття тут розпадається на самодостатнє та породжене, перше та похідне, а весь світ постає в окресленні ієрархічної системи, просякнутої енергетичними струменями, що несуть із собою буттєвість. Для того, щоби розрізнити стан первинного буття від буття як причетності, було введене розмежування понять субстанція та субсистенція.

##### Про філософію буття Фоми Аквінського
Серцем філософії св. Фоми є метафізика, філософія буття. У кожному бутті він розмежовує сутність (essentia) і існування (esse). Для нього кожна річ через існування дотикається Бога. Але для існування всіх речей необхідно дещо таке, що само за своєю природою є існуванням. В ньому немає різниці між сутністю й існуванням, тому що сутність цього дещо є існування (essentia = esse). Це ядро будь-якого існування, існування за сутністю, св. Фома називає Богом. Буття, сутністю якого є існування, є причиною всієї дійсності. Бог знаходиться біля джерела будь-якої речі й усе пронизує: «Бог є існування всього не за сутністю, але як причина». Сама філософія відкриває нам присутність Бога абсолютно в кожній речі як джерела існування. Бог є те, чим «ми живемо, рухаємося, існуємо». Бог, який перебуває в глибині речей, одночасно з цим нескінченно перевищує кожну річ. Це таємниця, яка не може бути осягнута.

#### Буття у діалектичному матеріалізмі (марксизмі-ленінізмі)
В книзі «Основи марксизму-ленінізму»[джерело?], виданій у Києві в 1960-х роках зустрічаються такі означення:
«…В марксистському філософському матеріалізмі поняття „матерія“ вживається в найширшому розумінні — для означення всього, що існує об'єктивно, тобто незалежно від свідомості, і відбивається у відчуттях людини. „Матерія є об'єктивна реальність, дана нам у відчутті“ (Ленін)»
…«Бо єдина „властивість“ матерії, з визнанням якої зв'язаний філософський матеріалізм, є властивість бути об'єктивною реальністю, існувати поза нашою свідомістю», — писав Ленін. Таке розуміння матерії з точки зору діалектичного матеріалізму є єдино правильним. Воно охоплює всю різноманітність матеріального світу, не зводячи її до якоїсь однієї форми матерії. Того, хто засвоїть марксистське поняття матерії, вже не спантеличать запевнення філософських ідеалістів, нібито нові фізичні відкриття довели зникнення матерії. Матерія несотворима і незнищима. Вона нескінченно змінюється, але ні одна частинка її не може перетворитися в ніщо в жодних фізичних, хімічних або інших процесах...
Таким чином можна стверджувати, що в радянській філософській традиції для позначення і опису сущого (об'єктивної реальності) вживалося поняття «матерія», за допомогою якого намагалися заперечити стародавнє бачення буття як Особи, існування Бога. В наш час[коли?] на пострадянському просторі спостерігається зворотний процес — повернення до давніх, релігійних вчень про суще з одночасним, часто безглуздим і надмірним, запереченням здобутків радянського філософського вчення[джерело?].

#### В сучасній філософії (19-21 століття)
В сучасній філософії виділяють два основні напрямки — континентальну та аналітичну філософію. Трактування поняття буття в них різне. Аналітична філософія стоїть в основному на матеріалістичних позиціях,  і аналіз поняття буття не посідає в ній значного місця. Вважається, що реальність, безумовно, існує. Деяку увагу аналізу буття надавав Віллард Квайн.
Витоками континентальної філософії були німецькі ідеалісти. Гегель намагався без особливого успіху розділити буття як таке і дух (Geist), але водночас відзначав, що буття як таке, без властивостей, є ніщо. Мартін Гайдеггер у роботі «Буття і час» запровадив термін dasein (дослівно там-бути), в якому пов'язував відчуття власного тіла з перцепією світу.
Екзистенціалісти звертали увагу на близьку спорідненість між поняттями буття та ніщо.

## Виноски
1. ↑  Філософський словник / за ред. В. І. Шинкарука. — 2-ге вид., перероб. і доп. — К. : Головна ред. УРЕ, 1986.
2. 1 2   В.І.Ленін. Матеріалізм і емпіріокритицизм // Хрестоматія з філософії [Архівовано 24 листопада 2016 у Wayback Machine.]
3. ↑  W.V.O. Quine, "On What There Is" The Review of Metaphysics, New Haven 1948, 2, 21
4. ↑  Heidegger, the day  Sein und Zeit, p. 27: "цю сутність, якою кожен із нас власне є ... позначатимемо терміном 'Dasein'."